# Espoir Football Club (Bénin)
Pour les articles homonymes, voir Espoir Football Club.
Dernière mise à jour : 11 avril 2023.
L'Espoir Football Club est un club béninois de football féminin basé à Cotonou.

## Histoire
L'Espoir FC remporte son premier titre de champion du Bénin lors de la saison 2020-2021.
Le club conserve son titre en 2022.

## Palmarès
- Championnat du Bénin
  - Champion : 2021 et 2022.